# Remo Cerasa
Remo Cerasa (Morro Reatino, 12 agosto 1911 – Morro Reatino, 2 ottobre 2003) è stato un ciclista su strada italiano.
Indipendente dal 1938 al 1944, colse il suo unico successo nel 1939 aggiudicandosi, pur senza vittorie di tappa, la classifica generale del Giro di Sicilia. Partecipò al Giro d'Italia 1938, che chiuse ventiduesimo sfiorando la vittoria in un paio di tappe.

## Palmarès
- 1935 (dilettanti)

Circuito di Montesacro
Coppa Giulioli
- 1936 (dilettanti)

4ª tappa Giro di Sicilia (Patti > Catania)
- 1939

Classifica generale Giro di Sicilia

## Piazzamenti

### Grandi Giri
- Giro d'Italia

1938: 22º